# (3578) Carestia
(3578) Carestia est un astéroïde de la ceinture principale.

## Description
(3578) Carestia est un astéroïde de la ceinture principale. Il fut découvert le 11 février 1977 à El Leoncito par l'Observatoire Félix-Aguilar. Il présente une orbite caractérisée par un demi-grand axe de 3,21 UA, une excentricité de 0,21 et une inclinaison de 21,3° par rapport à l'écliptique.

## Compléments